# Jewhen Konopljanka
Jewhen Olehowytsch Konopljanka (ukrainisch Євге́н Оле́гович Конопля́нка, englisch Yevhen Olehovych Konoplyanka; * 29. September 1989 in Kirowohrad, Ukrainische SSR, Sowjetunion) ist ein ukrainischer ehemaliger Fußballspieler im Mittelfeld.

## Karriere

### Vereine
Konopljanka begann mit dem Fußballspielen beim FC Olimpik Kirowohrad. Seit 2007 spielte er für Dnipro Dnipropetrowsk und seit der Saison 2009/10 war er Stammspieler der ersten Mannschaft von Dnipro. 2015 erreichte er mit Dnipro das Finale der UEFA Europa League, wo er mit seinem Team am FC Sevilla scheiterte. Zur Sommerpause 2015 wechselte er ablösefrei zum FC Sevilla. Mit den Spaniern erreichte er erneut das Europa-League-Finale und konnte sich diesmal den Titel holen.
Im August 2016 lieh ihn der FC Schalke 04 für ein Jahr aus. Im Vertrag enthalten war eine Kaufpflicht, verbunden mit einer Ablösesumme in Höhe von 12,5 Millionen Euro und einer Verlängerung des Vertrages bis zum 30. Juni 2020. Nach der Saison, in der Konopljanka in der Bundesliga auf 17 Einsätze (ein Tor) gekommen war, kritisierte er seinen Trainer Markus Weinzierl und bezeichnete ihn als „Feigling“. Konopljanka äußerte weiter, dass Weinzierl nicht länger Trainer der Mannschaft bleiben werde, da der Verein ansonsten in die 2. Bundesliga absteige. In der nachfolgenden Saison 2017/18 kam er unter Weinzierls Nachfolger Domenico Tedesco auf 27 Bundesliga- und 3 Pokaleinsätze mit insgesamt 6 Toren und 5 Vorlagen. Nach Tedescos Ablösung während der Saison durch Huub Stevens spielte er keine wesentliche Rolle mehr. Nach Ende der Saison wurde seitens des FC Schalke 04 mitgeteilt, dass man sich von Konopljanka ebenso wie den als Unruhestiftern freigestellten Nabil Bentaleb und Hamza Mendyl trennen wolle, die Vorbereitung für die Saison 2019/20 absolvierte Konopljanka nicht.
Am 2. September 2019 wurde sein Wechsel zu Schachtar Donezk bekannt. In seiner ersten Saison dort bestritt er 20 von 26 möglichen Ligaspielen, in denen er vier Tore schoss, sowie ein Pokalspiel und neun Tore im Europapokal mit einem geschossenen Tor. Damit trug er zum Gewinn der ukrainischen Meisterschaft durch Schachtar bei. In der nächsten Saison kam er nur infolge eines Muskelrisses nur auf 8 von 26 möglichen Ligaspielen sowie vier Spielen in der Europa League, eines im Pokal sowie das verlorene Spiel um den ukrainischen Supercup. In der Saison 2021/22 kam er nur zu zwei Spielen in der Qualifikation zur Champions League. In der Liga wurde er nicht eingesetzt; meistens gehörte er noch nicht einmal zum Spieltagskader.
Mitte Februar 2022 wechselte er zum polnischen Erstligisten KS Cracovia, bei dem er einen Vertrag bis zum Ende der Saison 2022/23 unterschrieb. Im Rest der Saison 2021/22 kam er dort auf 10 von 14 möglichen Ligaspielen. In der nächsten Saison waren es 26 von 34 möglichen Ligaspielen, in denen er zwei Tore schoss, und zwei Pokalspiele mit ebenfalls zwei Toren. Sein Vertrag wurde zum Saisonende nicht verlängert.
Ende Juli 2023 fand er mit dem rumänischen Erstligisten CFR Cluj einen neuen Verein. Er kam dort nur zu drei Einsätzen in 19 möglichen Ligaspielen und zu einem in einem Qualifikationsspiel zur Conference League. Die längste Spielzeit in einem Spiel war dabei 25 Minuten.
Anfang Januar 2024 wurde sein Vertrag dort aufgelöst. Mitte Juli 2024 entschloss sich Konopljanka, seine Karriere zu beenden.

### Nationalmannschaft
Seit 2008 wurde er regelmäßig in die U-21-Nationalmannschaft berufen. Im Mai 2010 kam der Mittelfeldspieler dann auch erstmals in der ukrainischen Nationalmannschaft in einem Freundschaftsspiel gegen Litauen zum Einsatz. Im Jahr 2010 wurde er zum ukrainischen Fußballer des Jahres gewählt. Nationaltrainer Oleh Blochin berief ihn in das Aufgebot für die Fußball-Europameisterschaft 2012. Konopljanka kam bei der EM in allen drei Gruppenspielen des ukrainischen Teams zum Einsatz.
Sein 50. Länderspiel bestritt er am 14. November 2015 im ersten Relegationsspiel gegen Slowenien, bei dem er erstmals die Kapitänsbinde trug. Nach dem Rückspiel hatte sich die Ukraine für die Fußball-Europameisterschaft 2016 in Frankreich qualifiziert, bei der auch Konopljanka wieder im Aufgebot der Ukraine stand. In allen drei Partien gegen Deutschland, Nordirland und Polen spielte er über die volle Spielzeit, danach schied das Team aus.

## Erfolge
- Europa-League-Sieger: 2015/16 (FC Sevilla)
- ukrainischer Meister: 2019/20 (Schachtar Donezk)
- Ukrainischer Fußballer des Jahres: 2010, 2012